# Список городов Дорсета
До́рсет (англ. Dorset, /ˈdɔrsɪt/; послушатьо файле) — церемониальное графство Англии, расположенное в юго-западной части страны на побережье пролива Ла-Манш и включающее в свой состав неметропольное графство Дорсет и две унитарные единицы: Пул и Борнмут. Занимая территорию в 2653 квадратных километра, Дорсет граничит с четырьмя другими английскими графствами: с Девоном на западе, Сомерсетом на северо-западе, Уилтширом на северо-востоке и Хэмпширом на востоке. Столицей графства является город Дорчестер, расположенный в его южной части. Население Дорсета — 744 тысячи жителей (по данным переписи населения 2011 года). Около половины из них проживает в юго-восточной агломерации, в то время как остальная территория графства представлена в основном сельской местностью с низкой плотностью населения.

## Список городов
| Название        | Население |
| --------------- | --------- |
| Б               |           |
| Беминстер       |           |
| Бландфорд-Форум |           |
| Борнмут         |           |
| Бридпорт        |           |
| Г               |           |
| Гиллингем       |           |
| Д               |           |
| Дорчестер       |           |
| К               |           |
| Крайстчерч      |           |
| Л               |           |
| Лайм-Риджис     |           |
| П               |           |
| Пул             |           |
| У               |           |
| Уэймут          |           |
| Уэрем           |           |
| Уимборн-Минстер |           |
| Ф               |           |
| Ферндаун        |           |
| Ч               |           |
| Чикерелл        |           |
| Ш               |           |
| Шафтсбери       |           |
| Шерборн         |           |

Х

Хайклифф

С

Столбридж

Стерминстер-Ньютон

Суонидж

В

Вервуд